# Technology Experiment Satellite
Technology Experiment Satellite ou TES est un satellite expérimental de l'agence spatiale indienne (ISRO) destiné à mettre au point les techniques d'imagerie à haute résolution (moins de 1 mètre) avant quelle ne soit déployée sur des satellites d'observation de la Terre et de reconnaissance militaire comme ceux de la série des Cartosat-2. Le satellite a été placé en orbite le 22 octobre 2001.

## Contexte
TES est le premier satellite de l'Inde capable de fournir des images à haute résolution spatiale (de l'ordre du mètre). Ce satellite expérimental a été développé pour mettre au point onze technologies permettant d'atteindre cette résolution à savoir : le système de contrôle d'attitude, la prise d'image ponctuelle, l'optique pouvant pivoter avec deux degrés de liberté et capable de fournir au nadir une image avec une résolution spatiale de 1 mètre à une altitude 560 kilomètres, une antenne réseau à commande de phase permettant de transmettre le volume important de données générées, une roue de réaction à couple élevé, une mémoire de masse de production nationale, un système de positionnement via le GPS, etc.. Le satellite a fonctionné au moins jusqu'en 2012 mais n'est plus opérationnel en 2021. La mission du satellite, précurseur de satellite de reconnaissance militaire, est classifiée et les images produites ne sont pas mises à disposition des agences civiles,.  

## Caractéristiques techniques
Le satellite TES est stabilisé 3 axes à l'aide de quatre roues de réaction de magnéto-coupleurs. Il a une masse de 1108 kg. Des panneaux solaires produisant 800 watts alimentent des deux batteries nickel-cadmium d'une capacité unitaire de 21 ampères-heures. Le satellite, qui est construit autour d'une plateforme IRS-1 développée par l'ISRO pour ses satellites d'observation de la Terre, a une durée de vie minimum de 3 ans. La charge utile est constituée par un imageur  panchromatique HRPIC  (High Resolution Panchromatic Imaging Camera) avec une résolution spatiale de 1 mètre. La fauchée est de 17 kilomètres et la résolution radiométrique est de 7 bits,.